# Morpho hecuba
Espèce
Morpho hecuba est une espèce d'insectes lépidoptères (papillons) qui appartient à la famille des nymphalidés, sous-famille des Morphinae, à la tribu des Morphini et au genre Morpho.

## Historique et dénomination
Morpho hecuba a été décrit par le naturaliste suédois Carl von Linné en 1771 sous le nom initial de Papilio hecuba.

### Synonymie
- Papilio hecuba (Linné, 1771) protonyme

### Nom vernaculaire
- Morpho hecuba se nomme Sunset Morpho en anglais et Morfo Gigante en espagnol.
- En Guyane, les Morpho sont appelés « Planeurs » car ils sont le plus souvent rencontrés au-dessus des fleuves ou des routes, où ils volent avec une faible fréquence de battement d'ailes, ce qui laisse l'impression qu'ils planent.

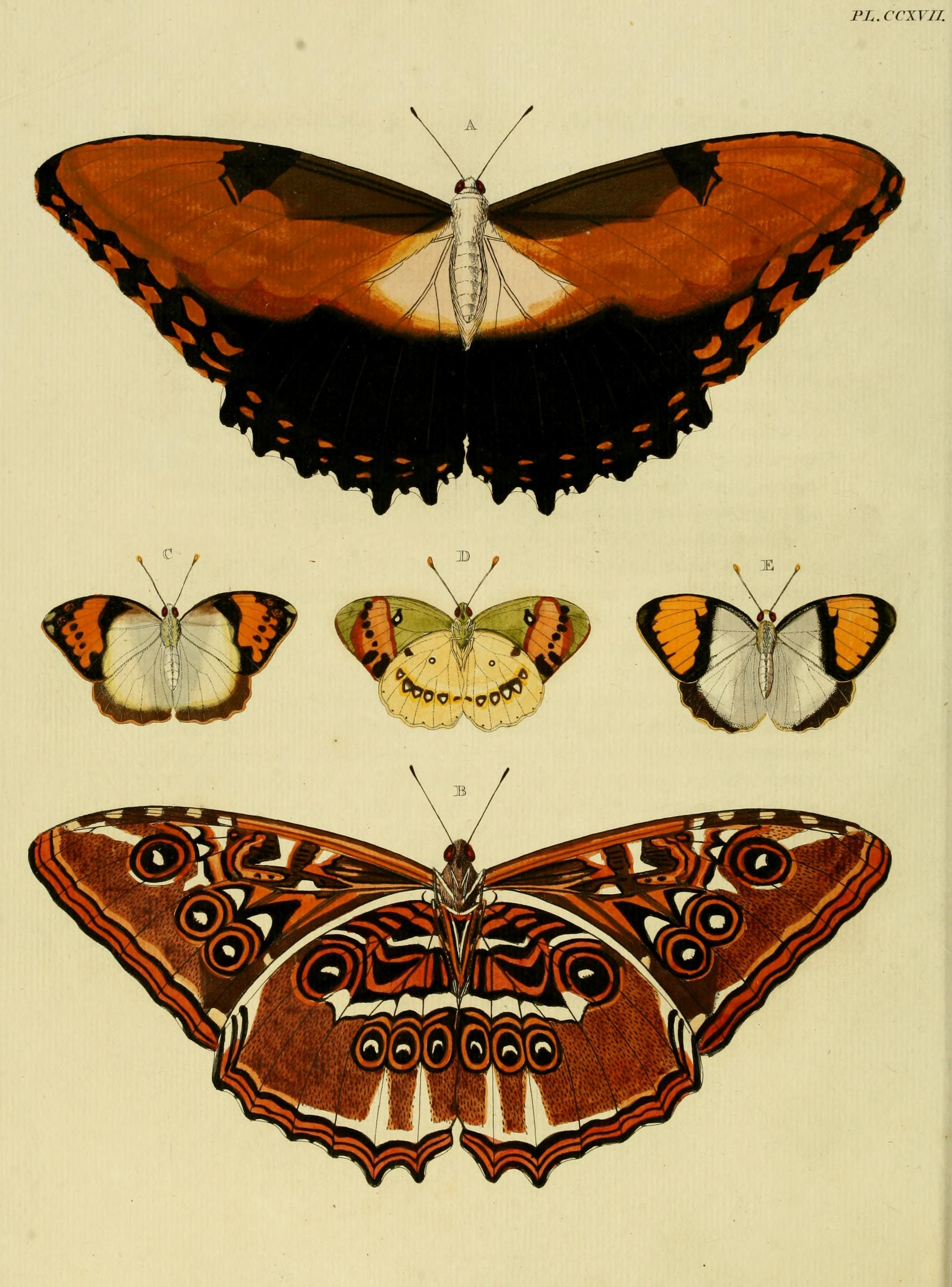
planche avec en haut dessus et en bas revers de Morpho hecuba

## Taxinomie
Le nom complet est Morpho (Iphimedeia) hecuba
Liste des sous-espèce
- Morpho hecuba hecuba présent en Guyane
- Morpho hecuba obidonus Fruhstorfer, 1905[2]; présent au Brésil
- Morpho hecuba polyidos Fruhstorfer, 1912; présent au Venezuela, en Colombie et au Brésil
- Morpho hecuba werneri Hopp, 1921; présent en Colombie et en Équateur[1].

## Description
Morpho hecuba est un très grand papillon, le plus grand des Morpho d'une envergure entre 120 mm et 170 mm et allant jusqu'à 200 mm.
Le dessus des ailes antérieures est cuivre doré avec une bande noire sur la moitié du bord costal à partir de la base et une ornementation marginale de doubles festons noirs alors que les ailes postérieures sont noires à partie basale blanche.
Le revers est cuivre avec une ligne d'ocelles noirs pupillés de blanc et cerné d'orange, trois aux ailes antérieures un très gros et trois plus petits aux ailes postérieures et une ornementation complexe de lignes en zigzag plus proches de la partie basale.

## Écologie et distribution
Morpho hecuba est présent au Venezuela, en Colombie, en Équateur, au Brésil et en Guyane.

### Biotope
Il réside dans la canopée.

### Protection
Il n’est pas protégé on le capture pour le mettre dans un cadre parfois